# RBBP6
RBBP6‏ (RB binding protein 6, ubiquitin ligase) هوَ بروتين يُشَفر بواسطة جين RBBP6 في الإنسان.